# Comité Olímpico de Santo Tomé y Príncipe
El Comité Olímpico de Santo Tomé y Príncipe es el Comité Nacional Olímpico de Santo Tomé y Príncipe, fundado en 1979 y reconocido por el COI desde 1993.